# Підводні човни класу U-10
Підводні човни класу U-10 — тип підводних човнів Ц. К. військового флоту Австро-Угорщини періоду 1-ї світової війни. Загалом у складі флоту знаходилось п'ять човнів цього класу — SM U-10, SM U-11, SM U-15, SM U-16, SM U-17. Це були невеликі одногвинтові човни з екіпажем з 14 осіб, озброєні двома торпедними апаратами з двома 450 мм торпедами і призначені для патрулювання узбережжя з глибиною занурення 50 м. Вони мали малу швидкість, погану маневреність. На верфях Germaniawerft та Weser (UB-9 — UB-17) у Кілі і Бремені для німецького флоту збудували 17 човнів класу UB-1, а три передали австро-угорському флоту (U-15, U-16, U-17). Чотири човни в Німеччині 1918 модернізували для встановлення 8 мін.

## Історія

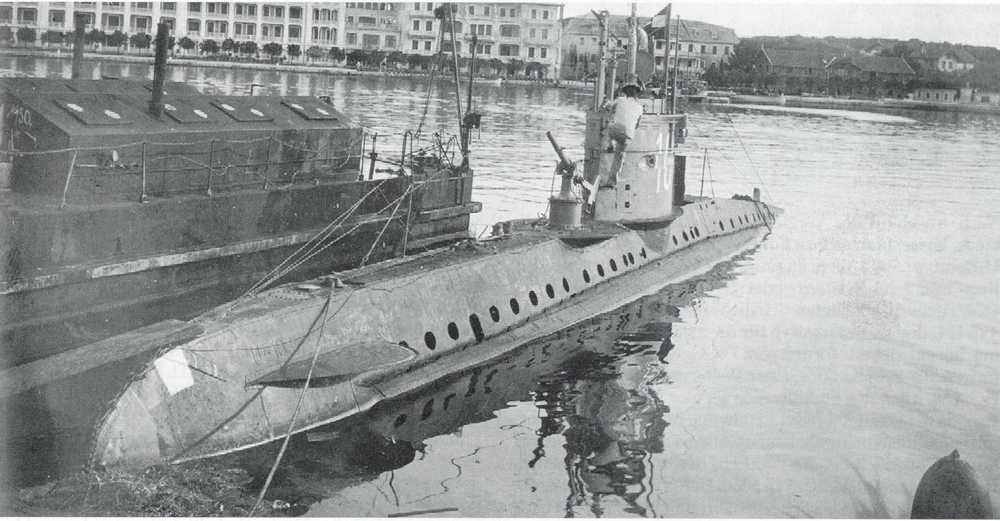
U-10 на базі Пула

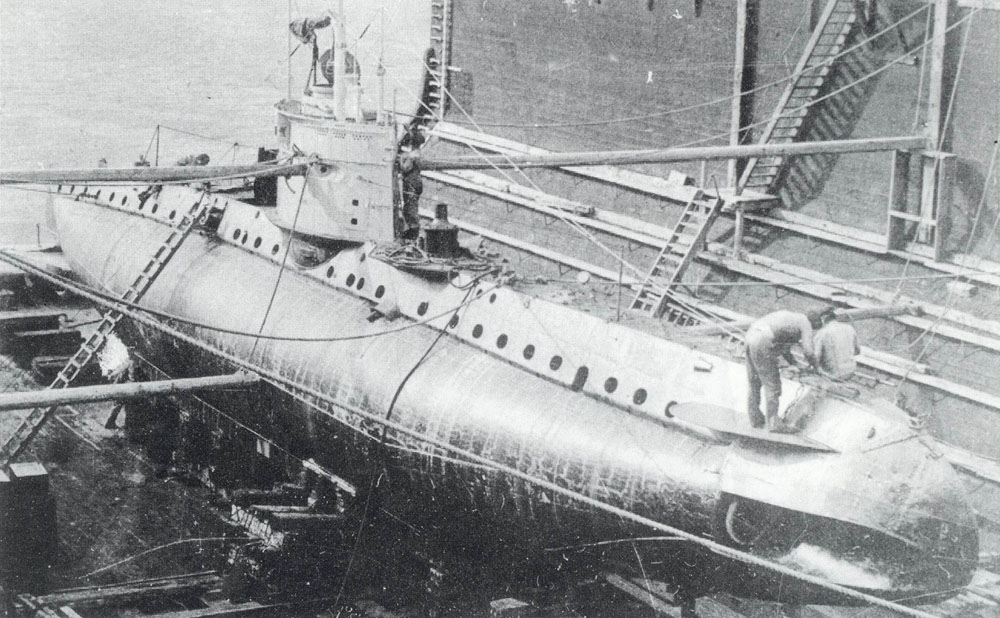
U-10 у доку

При проектуванні човнів передбачили можливість перевезення по залізниці. У Кілі 1 листопада 1914 заклали підводний човен UB 1, спущений на воду 22 січня 1915 року. За тиждень його ввели до складу флоту. Човен розібрали на секції і перевезли залізницею до бази австрійського флоту у Пулі. У квітні 1915 привезли однотипний човен UB 3, який зібрали протягом двох тижнів. Човни UB-7, UB-8, UB-9, UB-14 формально передали Австро-Угорщині для ведення війни на Адріатиці, оскільки Німецька імперія не була в стані війни з Італією. Під кінець 1916 їх повернули до кайзерівського флоту.
Австро-Угорщина замовила п'ять човнів цього класу. У червні-липні 1915 човни UB-1 та UB-15 плавали з німецькими екіпажами, після чого їх передали австрійському флоту, як U-10 та U-11. Наступні човни U-15, U-16, U-17 передали безпосередньо австрійському флоту. В Австро-Угорщині після 1915 човни озброїли 7,92 мм кулеметами або 37 мм швидкострільними гарматами L/23.

### U-10
Під час першого виходу в море з німецьким екіпажем затопив італійський торпедний катер у Венеціанській затоці. У липні 1915 переданий до Цісарсько-королівського військового флоту. У травні 1917 невдало атакував британський підводний човен. У липні 1918 підірвався на міні біля порту. Перебував на ремонті у Трієсті до кінця війни, після якої переданий Італії і порізаний 1920 на металобрухт.

### U-11
Входив до німецького флоту як UB-15. Після 9 листопада 1914 перевезений до Пули, де 14 червня 1915 переданий до Крігсмаріне. До цього у червні затопив італійський підводний човен «Medusa». У 1916 невдало атакував британський човен B8 у затоці Кварнер. Загалом човен не потопив жодного ворожого корабля. Переданий Італії і розібраний 1920.

### U-15
Переданий Крігсмаріне у серпні 1915 в Пулі і 6 жовтня увійшов до флоту. Найуспішніший човен класу U-10. Потопив шість кораблів загальним тоннажем 8000 т — біля Бріндізі 15 травня 1916 італійський корабель «Stura» (2 237 т), 23 червня італійський допоміжний крейсер «Cittá di Messina» (3,495 т) та французький міноносець «Fourche» (745 т), що його атакував глибинними бомбами, 25 жовтня італійський корабель «Polcevera» (2,207 т). Переданий Італії і порізаний 1920 на металобрухт.

### U-16
Привезений до Пули у квітні 1915 і 6 жовтня введений до флоту. З листопаду 1915 затопив три кораблі тоннажем 711 т. 17 жовтня 1916 торпедувала італійський руйнівник «Nembo» біля узбережжя Албанії, але затонув внаслідок вибуху глибинних бомб на ньому.

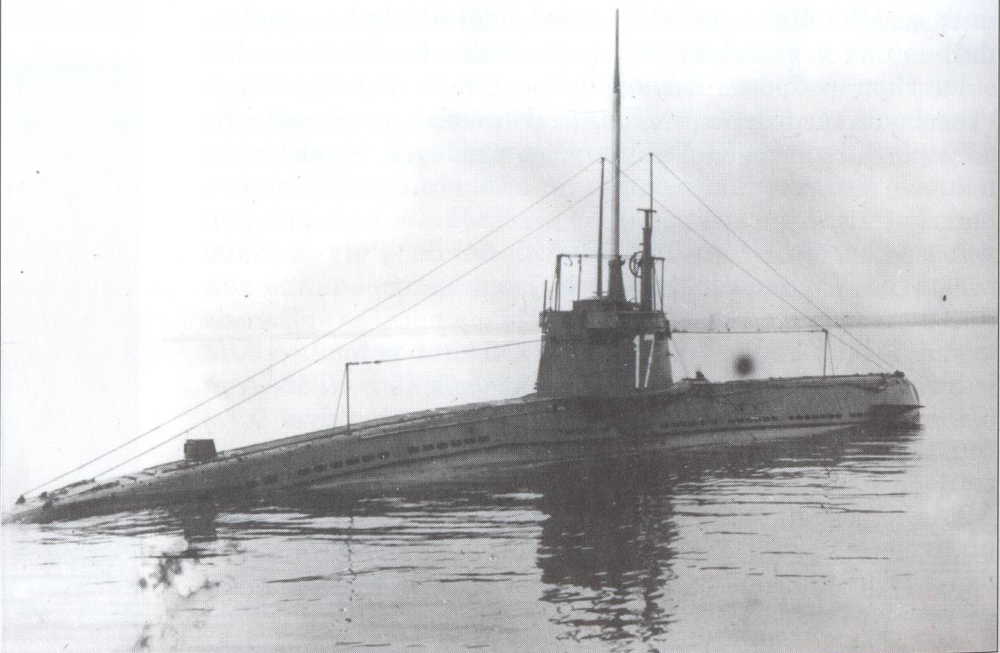
U-17. 1916

### U-17
Човен включений до складу флоту 6 жовтня 1915 року. 10 липня 1915 затопив італійський есмінець «Impetuoso» (750 т), який тралив море протичовновою сіткою. Декілька разів уникав атак глибинними бомбами. Переданий Італії і розібраний 1920 року.